# Jim Edgar
James Edgar, född 22 juli 1946 i Vinita, Oklahoma, är en amerikansk republikansk politiker. Han var guvernör i delstaten Illinois 1991-1999.
Edgar studerade vid Wabash College och Eastern Illinois University. Han var ledamot av Illinois House of Representatives, underhuset i delstatens lagstiftande församling, 1977–1979. Därefter anställdes han som medarbetare åt guvernör James R. Thompson. Delstatens statssekreterare (Illinois Secretary of State) Alan J. Dixon avgick 1981 för att tillträda som ledamot av USA:s senat. Guvernör Thompson utnämnde Edgar till delstatens statssekreterare. Edgar kandiderade med framgång till omval 1982 och 1986.
I 1990 års guvernörsval besegrade Edgar knappt demokraten Neil Hartigan som var delstatens justitieminister och tidigare viceguvernör. Edgar vann 1994 omval med stor marginal. Hans demokratiska motkandidat Dawn Clark Netsch var den första kvinnliga guvernörskandidaten i Illinois från ett stort parti.